# Pauwelhoeve

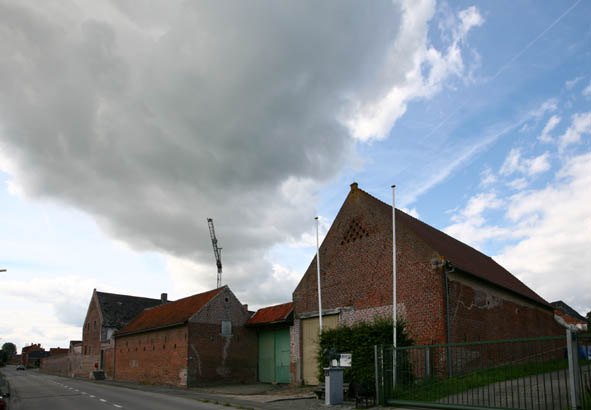
Zicht op de Pauwelhoeve

De Pauwelhoeve in Galmaarden is een boerderijcomplex uit de 18e eeuw die anno 2023 elk jaar nog steeds vele feestvierders aantrekt. De hoeve is sinds 1979 beschermd als monument.
Ze heeft een prominente rol in de Pauwelviering, een traditionele viering in Galmaarden die elk jaar in januari doorgaat. 

## Historiek
Vroeger stond de Pauwelhoeve of Paulushoeve, gekend als de Somershoeve. Ze is één van de oudste en grootste hoeven van Sint-Paulus. Ze is erkend als beschermd monument in 1979 en maakt deel uit van beschermd stads- of dorpsgezicht.

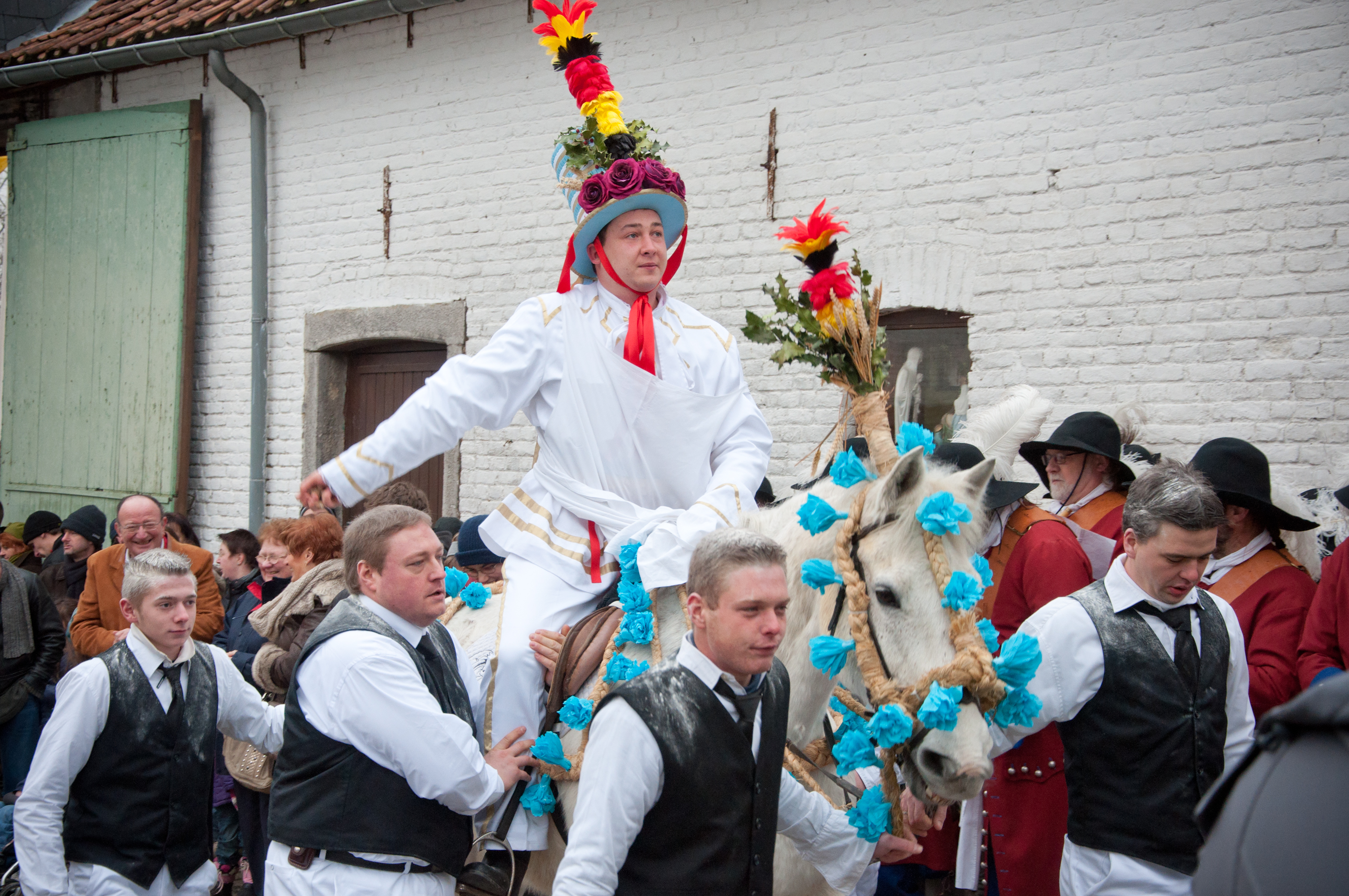
De Pauwelviering in de Pauwelhoeve

## Pauwelviering[4][5]
Elke eerste zondag na 25 januari vindt de Pauwelviering in Galmaarden plaats. Daarbij trekt een ruiter op een wit paard (de Pauwel) door het gehucht Sint-Paulus. Hij stopt onder andere met zijn apostelen aan de Pauwelhoeve, waar hij op de binnenkoer vanop zijn paard Pauwelbroodjes (roggebroodjes) rondstrooit voor het volk. De traditionele viering is erkend als immaterieel erfgoed. Ze dateert uit 1382.

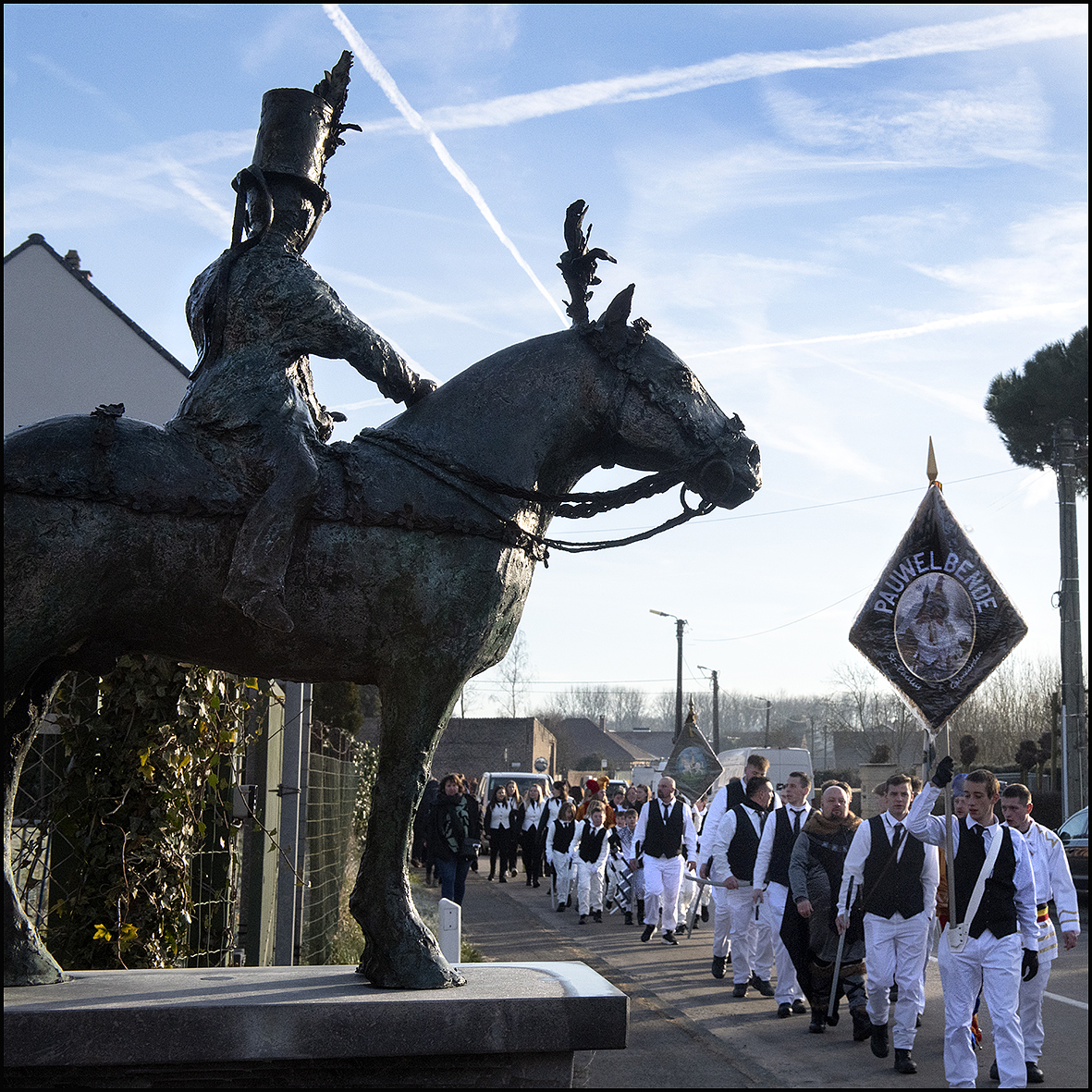
Pauwelbeeld met in de verte de Pauwelstoet (642ste editie van januari 2024)

## Het Pauwelbeeld
Vooraan deze gesloten hoeve staat het Pauwelbeeld (2000), dat symbool staat voor de eeuwenoude Pauwelviering. Het is een bronzen beeld van de Heilige Paulus te paard en werd gemaakt door Lieven D'Haese.